# مسابقات WTA 125
مسابقات WTA 125 مجموعه‌ای بین‌المللی از مسابقات حرفه‌ای تنیس زنان است که توسط انجمن تنیس زنان از سال ۲۰۱۲ برگزار می‌شود.
گاهی اوقات تور چلنجر WTA (مشابه با سری چلنجر ATP مردان) نامیده می‌شود، این دومین سطح بالاتر رقابت‌های زنان است، پایین‌تر از تور WTA سطح برتر، و بالاتر از تورنمنت‌های تور جهانی تنیس زنان ITF.

## مکان‌های مسابقات

### آسیا
- چین: آنینگ (۲۰۱۸–۲۰۱۹)، دالیان (۲۰۱۵–۲۰۱۷)، نانچانگ (۲۰۱۴–۲۰۱۵)، نانجینگ (۲۰۱۳)، نینگبو (۲۰۱۳–۲۰۱۴)، سوژو (۲۰۱۳–۲۰۱۴)، ژنگژو (۲۰۱۷–۲۰۱۸)
- هندوستان: پونا (۲۰۱۲)، بمبئی (۲۰۱۷–۲۰۱۸)
- کره جنوبی: سئول (۲۰۲۱)
- تایوان: تایپه (۲۰۱۲–۲۰۱۹)
- تایلند: هواهین (۲۰۱۵, ۲۰۱۷)
- ویتنام: دا نانگ (۲۰۲۴)

### اروپا
- آندورا: آندورا لاولا (۲۰۲۲–اکنون)
- کرواسی: بول (۲۰۱۶–۲۰۱۹، ۲۰۲۱)، ماکارسکا (۲۰۲۲–اکنون)
- جمهوری چک: پراگ (۲۰۲۰)
- فرانسه: آنجر (۲۰۲۱–اکنون)، کنترکسویل (۲۰۲۲–اکنون)، لیموژ (۲۰۱۴–۲۰۱۹، ۲۰۲۱–اکنون)، پاریس (۲۰۲۲–اکنون)، روئن (۲۰۲۲–اکنون)، سن مالو (۲۰۲۱–اکنون)
- آلمان: کارلسروهه (۲۰۱۹، ۲۰۲۱–۲۰۲۲)
- مجارستان: بوداپست (۲۰۲۲)
- ایتالیا: باری (۲۰۲۲–اکنون)، گایبا (۲۰۲۲–اکنون)، فلورانس (۲۰۲۳–اکنون)
- لهستان: کوزرکی اوپن (۲۰۲۳–اکنون)
- رومانی: بخارست (۲۰۲۲–اکنون)، یاشی (۲۰۲۲–اکنون)
- صربستان: بلگراد (۲۰۲۱)
- اسلوونی: لیوبلیانا (۲۰۲۳–اکنون)
- اسپانیا: La Bisbal d'Empordà (۲۰۲۳–اکنون)، ماربلا (۲۰۲۲)، Reus (2023–اکنون)، والنسیا (۲۰۲۲–اکنون)
- سوئد: Båstad (2019، ۲۰۲۱–اکنون)

### آمریکای شمالی
- کانادا: ونکوور (۲۰۲۲)
- مکزیک: گوادالاخارا (۲۰۱۹)، سن لوئیس پوتوسی (۲۰۲۳–اکنون)، تامپیکو (۲۰۲۲–اکنون)
- ایالات متحده: کارلزبد (۲۰۱۵)، چارلستون (۲۰۲۱)، شیکاگو (۲۰۱۸، ۲۰۲۱، ۲۰۲۳)، کلمبوس (۲۰۲۱)، کنکورد (۲۰۲۱–۲۰۲۲)، هونولولو (۲۰۱۶–۲۰۱۷)، هیوستون (۲۰۱۸–۲۰۱۹)، ایندین ولز (۲۰۱۸) –۲۰۲۰)، میدلند (۲۰۲۱–اکنون)، نیوهیون (۲۰۱۹)، نیوپورت بیچ (۲۰۱۸–۲۰۲۰)، سن آنتونیو (۲۰۱۶)، استنفورد (۲۰۲۳–اکنون)

### اقیانوسیه
- استرالیا: کانبرا (۲۰۲۴)

### آمریکای جنوبی
- آرژانتین: بوئنوس آیرس (۲۰۲۱–اکنون)
- برزیل: Florianópolis (2023–اکنون)
- شیلی: کولینا (۲۰۲۲–اکنون)
- کلمبیا: بارانکیلا (۲۰۲۳–اکنون)، کالی (۲۰۱۳، ۲۰۲۳–اکنون)
- اروگوئه: مونته ویدئو (۲۰۲۱–اکنون)